# دونكي كونغ 3
دونكي كونغ 3 (بالإنجليزية: Donkey Kong 3)‏ ، هي لعبة فيديو من نوع إطلاق الذخيرة (رشاش المبيدات) ، أنتجها شركة نينتندو سنة 1983م.

## وصلات خارجية
- Official Nintendo Wii Virtual Console Minisite (باليابانية)
- Official Nintendo 3DS eshop Minisite (باليابانية)
- Official Nintendo Wii U eshop Minisite (باليابانية)
- Official Nintendo Wii Minisite (بالإنجليزية)
- Official Nintendo 3DS Minisite (بالإنجليزية)
- Official Nintendo Wii U Minisite (بالإنجليزية)
- دونكي كونغ 3 على موبي غيمز
- دونكي كونغ 3 على موقع القائمة القاتلة لألعاب الفيديو
- دونكي كونغ 3 guide في موقع ستراتيجي ويكي
- Donkey Kong 3 at NinDB